# 鈴鹿グランプリ (列車)
鈴鹿グランプリ（すずかグランプリ）は、2009年（平成21年）より東海旅客鉄道（JR東海）および伊勢鉄道が関西本線・伊勢鉄道伊勢線経由で名古屋駅 - 鈴鹿サーキット稲生駅間を運行している臨時特急列車である。
なお、2006年（平成18年）以前に運行されていた「鈴鹿F1」については特急「南紀」を参照。

## 概要
2009年（平成21年）、2年ぶりに鈴鹿サーキットでFIA（国際自動車連盟）主催F1世界選手権日本グランプリが開催されることから、JR東海により設定されたのが当列車である。
以降、日本グランプリの開催年に設定されている。

## 運行概況
2016年（平成28年）以降は1日2往復の運転で、午前に下り2本、午後に上り2本が設定される。
2012年（平成24年）までは日によって運行本数が異なり、予選日に下り2本・上り1本、決勝日に下り3本・上り2本が設定されていた。
鈴鹿サーキット稲生駅には車両を留置する設備が無いため、下り列車到着後は、一旦津駅まで回送し車両整備を行った後、折り返して上り列車として運転している。
2020年（令和2年）・2021年（令和3年）は新型コロナウイルス感染拡大の影響によりで日本グランプリの開催が中止となったため、運行も中止。
2024年（令和6年）から、桑名駅・四日市駅の停車を取り止め、名古屋駅～鈴鹿サーキット稲生駅間ノンストップ運転となった。また開催時期が秋季から春季に移行した為、運航も春季に設定された。
列車番号は9011D - 9016Dとなっており、運転線区で変更は無く下りが号数（奇数）+9010D、上りが号数（偶数）+9010Dとなっている。

### 停車駅
名古屋駅 -（この間無停車）- 鈴鹿サーキット稲生駅 

### 使用車両・編成
いずれも気動車での運転。
- キハ85系 - 2022年まで。
- HC85系 - 2023年以降。4両編成、全車指定席[6]。